# Little Mix
A Little Mix egy brit lányegyüttes, amely 2011-ben a brit X-Factor 8. szériájában alakult. Tagjai: Perrie Edwards, Leigh-Anne Pinnock és Jade Thirlwall (plusz eredetileg Jesy Nelson). A versenyben első helyezést értek el, ezzel történelmet írva, hiszen ők lettek az első csapat, akik megnyerték a versenyt. A műsor után leszerződtek a Syco Music kiadóval, majd kiadták első, a győztes dalukhoz készült kislemezt Cannonball néven.
Karrierjük során négy első helyezett kislemezzel büszkélkedhetnek az Egyesült Királyságban ("Wings" 2012, "Black Magic" 2015, "Shout Out to My Ex" 2016 és "Sweet Melody" 2020.). Mind a hat albumuk, DNA (2012), Salute (2013), Get Weird (2015), Glory Days (2016), LM5 (2018) és a Confetti (2020) a Top 5-ben debütált az országban és három közülük háromszoros platinalemez lett. Negyedik albumuk, a Glory Days lett az első album a Spice Girls 20 évvel ezelőtti debütálása óta, ami a legtöbb időt töltötte a dobogó legfelső fokán, valamint szintén ez az album hozta a legnagyobb első heti eladási számot 1997 óta. Karrierjük alatt a csapat több, mint 50 millió példányt adott el, ezzel felkerültek a legsikeresebb lánycsapatok listájára.

## Karrier

### 2011–2012: Megalakulásuk és az X Factor győzelem
2011-ben a négy lány egyénileg jelentkezett a brit X Faktor 8. szériájába. Az első fordulóban mindannyian sikeresen továbbjutottak, azonban a tábor szakaszában kiestek. A mentoroktól kaptak egy második esélyt, amikor 2 különböző együttesbe rakták őket. Perrie és Jesy kezdetben a Faux Pas nevű zenekarba került két másik lánnyal, míg Jade és Leigh-Anne egy harmadik taggal az Orion-ba. Ez a két csapat sem győzte meg a zsűrit, azonban Kelly Rowland látott négyükben potenciált, így visszahívták őket és egy csapatként továbbjuttatták őket a Mentorok házába. Innen Tulisa küldte őket tovább az élő showba, és mentorálta őket végig a verseny alatt.
2011. október 8-án került sor az első élő showra, ahol Nicki Minaj "Superbass" című számát adták elő. A produkció pozitív kritikákat kapott a zsűritól, Gary Barlow pedig azt mondta ők a "legjobb lánycsapat, ami valaha az X Factorban volt." Október 26-án névváltoztatásra kényszerültek, ugyanis a Rhythmix nevet egy brighton-i gyermekzenei alapítvány viselte már. Két nappal később bejelentésre került, hogy a csapat új neve Little Mix lett.
November 20-án a banda lett az első olyan lánybanda a show történelmében, akik eljutottak a nyolcadik élő showig. Az elődöntőben Beyoncé slágerét, az "If I Were a Boy"-t adták elő és az előző produkciójuk (The Supremes "You Keep Me Hangin' On") negatív kritikáival ellentétben, a mentorok dicsérő szavakkal illették őket, Louis Walsh egyenesen a "következő nagy lánybanda"-ként hívta őket. Végül a szavazatok egyenesen a döntőbe juttatták őket Marcus Collins és Amelia Lily mellett.
December 11-én a Little Mix megnyerte az X Faktort, ezzel ők lettek a brit X Factorban legsikeresebb és egyetlen nyertes formációja. A műsor történelmében pedig a második csapat lettek, mivel 2005-ben az ausztrál verzió első szériájában a Random nevű csapat győzött. A győztes daluk Damien Rice "Cannonball" című száma volt, amit később kislemezként is kiadtak. A dal a brit és az ír slágerlista élére is felkerült.

### 2012–2013:DNAés nemzetközi áttörés
2012. január 25-én a Little Mix a National Television Awards-on az En Vogue Don't Let Go (Love) című számát adták elő. A zenekar még debütáló számuk megjelenése előtt a YouTube-ra egy a-capella szólamú covert töltöttek fel, Beyonce-től az End of Time-t; a feldolgozást rengetegen dicsérték, főként a lányok lenyűgöző összhangja miatt. Később, augusztusban egy újabb feldolgozást töltöttek fel, ám ezúttal a We Are Young című szám akusztikus verzióját. 2012. június 1-én az "Alan Carr: Chatty Man" műsorban egy előzetest hallhattunk a csapat első saját számából, a Wings-ből, ami végül augusztusban jelent meg. A lányok a Wings-et még a szám hivatalos megjelenése előtt adták elő először a "T4 on the Beach" koncerten július 1-én. Októberben a csapat egy promóciós látogatást tett Ausztráliába, bővülő ausztrál rajongótáboruknak köszönhetően. A látogatás egy hétig tartott, ezalatt a Little Mix különböző rádióállomásokat látogatott meg, interjúkat adott, hogy népszerűsítsék első számukat és albumukat. Ezen kívül a Wings-et az ausztrál X Faktorban és egy ausztrál műsorban, a Sunrise-ban is előadhatták.
Első albumuk, a DNA 2012 novemberében jelent meg. A korong 3. helyezést ért el Írországban és az Egyesült Királyságban. A 2. kislemez az albumról a címadó szám lett, a DNA, ami októberben jelent meg.
2013 januárjában Észak-Amerikában egy szerződést kötöttek a Columbia Records-szal. Február 3-án megjelent a 3. kislemez, a Change Your Life is. Márciusban a zenekar bejelentette, hogy 4. kislemezként (egyben az utolsó kislemez az albumról) a How Ya Doin'? című számot választották, de ebben a verzióban a Grammy-díjas énekesnő, Missy Elliott is rappel. A dal kezdetben az Egyesült Királyságban az 57. helyen volt, majd egy héttel később a 23-on, végül, a 3. héten a 16. helyezést ért el. A 'How Ya Doin'?' 120.000 példányban kelt el a UK-ben.

### 2013–2014:Saluteés'Word Up!'
2013 áprilisában a lányok elkezdtek dolgozni a 2. albumukon és szeptemberben fejezték be. Egy interjúban, a Digital Spy-jal még márciusban elmondták, hogy azt akarják, hogy következő lemezükben több R&B hangzás legyen. Szeptember 23-án a legelső kislemez a korongról, a Move, a BBC Radio 1-en debütált, ám ekkor még nem jelent meg hivatalosan. Pár országban már októberben megjelent, de Írországban és az Egyesült Királyságban csak novemberben került ki. A szám az Egyesült Királyságban 3., Írországban 5., Japánban 19. és Új-Zélandon 12. lett. Azóta a kislemez Ausztráliában aranylemez, az Egyesült Királyságban pedig ezüstlemez lett. Október 4-én a zenekar feltöltött egy videót a hivatalos YouTube csatornájukra, amiben elmondták, hogy második albumuk a Salute címet kapta és október 7-én már elő lehet rendelni. A korong hivatalosan november 11-én jelent meg az Egyesült Királyságban, és 2014. február 4-én az USA-ban. A csapat az album számos dalának írásában közreműködött, hiszen a lányok még korábban elmondták, hogy jobban bele akarnak keveredni ennek az albumnak az elkészítésébe, mint az első albumuknál. 2. kislemeznek a csapat a Little Me-t választotta, mert elmondásuk szerint ennek a dalnak nagy jelentősége van és a szám írása közben rajongóikra gondoltak.
2014-ben a Little Mix egy feldolgozást jelentetett meg, a Word Up! című számot Cameótól, és ez a dal lett a Sport Relief nevű adománygyűjtő projekt hivatalos száma abban az évben. Április 5-én a lányok bejelentették, hogy a címadó szám, a Salute lesz a 3. kislemeze. A dal áprilisban jelent meg, a videóklipje pedig május 2-án. Az albumukhoz készült The Salute Tour május 16-án vette kezdetét Birminghamben, és július 27-én fejeződött be Scarborough-ben. Eredetileg Észak-Amerikába is mentek volna a turné során, de a csapat lemondta, arra hivatkozva, hogy már a 3. albumukon dolgoznának.

### 2015–2016:Get Weird
A 2015-ös Brit Awardson a lánybanda megerősítette, hogy a 3. albumuk kész van, és azt nyilatkozták róla, hogy teljesen új hangzása van és még 2015-ben meg fogják jelenteni. Májusban meg is jelent az album vezető dala, a Black Magic. A szám 3 hétig az első helyen szerepelt az Egyesült Királyságban, ezzel megdöntve Sugababes rekordját. A szám ezen kívül bekerült az amerikai Billboard Hot 100-ba is. A Little Mix legelőször júniusban adta elő élőben a kislemezt Capital's Summertime Ball-on, később pedig a Teen Choice Awards-on is felléptek vele augusztusban, ahonnan ráadásul egy újabb díjjal térhettek haza. Júliusban a zenekar hivatalosan is bejelentette, hogy 3. korongjuk a Get Weird címet kapja és november 6-án fog megjelenni. Szeptember 25-én a lányok kiadták 2. kislemezüket az albumról, a Love Me Like You-t. A csapat a számot először az ausztrál X Faktorban adta elő októberben. Az album novemberben az Egyesült Államokban 13. lett a Billboard 200-as toplistáján, ezzel ők lettek az első brit lánybanda, akiknek az első 3 albumuk a top 15-ben van a toplistán. A lemez az Egyesült Királyságban dupla platinalemez lett. December 5-én bejelentették, hogy a Secret Love Song (Jason Derulo-val közreműködve) lesz az album 3. kislemeze.
2016. február 24-én a zenekar a Brit Awards-on előadta a Black Magic-et, ahol 2 kategóriában is jelölve voltak. Márciusban a Little Mix belekezdett legújabb turnéjába, a The Get Weird Tour-ba, mely több, mint 60 show-t tartalmazott. Áprilisban bejelentették, hogy a következő kislemezük a Hair című szám lesz, de egy újabb verziója, melyben Sean Paul is énekel. A dal végül április 15-én jelent meg és az Egyesült Királyságban a 11., Ausztráliában pedig a 10. helyezést érte el a toplistákon.

### 2016–2019:Glory DaysésLM5
2016. június 21-én a lányok felfedték, hogy elkezdtek a 4. albumukon dolgozni; később azt is elárulták, hogy még Karácsony előtt hallhatunk új számot tőlük. Október 13-án be is jelentették, hogy legelső kislemezük az albumról a Shout Out To My Ex lesz és hogy legújabb lemezük címe Glory Days. 3 nappal később a Shout Out To My Ex meg is jelent azután, hogy legelőször a számot egy élő előadásban hallhattuk az X Factorban. A szám az első helyen debütált az UK Singles Chart toplistán és több, mint 67.000-ren töltötték le az első héten. A korong 2016. november 18-án jelent meg és az első héten 96.000 példány kelt el belőle, így ez az album lett a legtöbbet eladott korong egy brit lánybandától a Spice Girls óta. Az album ezen kívül a leggyorsabban eladott korong egy lánybandától a Destiny's Child Survivor c. lemeze óta. Decemberben a zenekar bejelentette, hogy a Touch című szám lesz a következő kislemez a Glory Days-ről.
A csapat a 2017-es Brit Awards-on 3 kategóriában volt jelölt, melyből egyet, a legjobb brit kislemezért (Shout Out To My Ex) járó díjat az est végére el is vittek. A No More Sad Songs lett a 3. kislemez az albumról, mely márciusban jelent meg. Ezután, májusban megjelent a 4. kislemez is az albumról, a Power.
2018-ban a Cheat Codesszal álltak össze egy közös dal erejéig, amely Only You címen jelent meg június 22-én. Október 12-én megjelent Nicki Minaj-zsal közös szerzeményük a Woman Like Me, ami ötödik albumuk első kislemeze lett. A dal TV-s debütálása az X-Factor UK-ben történt meg október 28-án a rapper nélkül, majd előadták az MTV EMA-n is ezúttal Nickivel. November 16-án hivatalosan is megjelent az LM5, ami összesen 14 dalt tartalmaz. Előző albumuk sikerét nem tudta túl szárnyalni, ugyanis az Egyesült Királyságban csak a 3. helyre került. Az album kiadása után bejelentésre került, hogy a lányok kiadót váltottak, miután lejárt az öt lemezről szóló szerződésük a Syco Musiccal. A továbbiakban az RCA UK és Columbia Records gondozásában jelentetik meg munkáikat. Az albumról számos promóciós dal is megjelent, elsőként a Joan Of Arc, majd a Told You So és a The Cure. Két számhoz videót is közzétett a banda, ezek a More Than Words és a Strip.
2019 januárjában bejelentésre került, hogy az album hivatalos második kislemeze a Think About Us lesz, ám ismét egy rapper közreműködését kérték a lányok, méghozzá Ty Dolla Sign-ét. A 2019-es Brit Awardson két díjra lettek jelölve, amiből egyet meg is nyertek Woman Like Me dalukkal, amit elő is adtak a díjátadón a brit rapperrel Ms Banks-szel.

### 2020–2021:Confettiés Jesy távozása
A lányok hamar lezárták az LM5 érát, és már 2019 elején bejelentették, hogy dolgoznak hatodik stúdióalbumukon. Végül májusban bejelentették legújabb kislemezüket, a Bounce Back-et ami június 14-én jelent meg. Szeptemberben turnéra indultak az LM5: The Tour keretén belül. Az utolsó koncertre november 22-én került sor Londonban, miután lemondták az ausztrál és új-zélandi decemberi dátumokat, hogy új lemezükön dolgozhassanak. Szintén ezen a napon megjelent új, karácsonyi daluk, a One I've Been Missing, aminek többek között Leigh-Anne is társszerzője volt.
2020. március 27-én megjelent 6. stúdióalbumuk hivatalos első kislemeze, a Break Up Song. Egyúttal ez volt az első kiadott daluk új kiadójuk, az RCA kezei alatt. A hozzá készült videó, valamint a promó nagy része is elmaradt a vírushelyzetre való tekintettel, azonban a lányok nem hagyták cserben rajongóikat és otthon saját maguk forgattak hozzá egy videót. Július 24-én megjelent a második kislemez, a Holiday. A nyári sláger jól teljesített a slágerlistákon is. Augusztus 21-én hosszú idő után újra színpadra léptek – habár ezúttal közönség nélkül. A banda ugyanis a Knebworth House-ban lépett fel, a Meerkat Music Uncancelled nevű showjának keretein belül. Több slágerüket is előadták, köztük a Break Up Song-ot és a Holidayt is, amik először csendültek fel élőben, a rajongók pedig végig élő adásból nézhették az eseményt. A Confetti kislemezről október 9-én megjelent a harmadik kislemez a Not A Pop Song, amit a lányok dalszöveges videó formájában tettek közzé. Pár nappal később október 16-án egy újabb kislemez a Happiness jelent meg, ami úgyszint dalszöveges videóként került ki a YouTube-ra. A következő kislemez október 23-án jelent meg. A kislemez címe Sweet Melody, ami kapott saját videóklipet, és pár nappal később dalszöveges videót is. Az albumról az utolsó kislemez november 4-én jelent meg, az album címadó száma, a Confetti ezen a napon debütált. Összesítve a 6 megjelent kislemezt, mindannyian kiválóan szerepeltek, mind a vásárlásokat, mind a sikerek tekintetében.
Szeptemberben beharangozták saját tehetségkutató műsorukat, a Little Mix: The Search-öt, ami szeptember 26-án érkezik a képernyőkre. Szintén ebben a hónapban megerősítették, hogy új albumuk, a Confetti november 6-án kerül a boltok polcaira. Ezzel egyidőben a Confetti Tour Egyesült Királyság-beli turnédátumai is bejelentésre kerültek, mely 2021 tavaszán vette volna kezdetét, viszont a pandémia miatt a Confetti Tourt átrakták egy évvel későbbre, azaz 2022 áprilisára.
November 23-án megjelent az év utolsó kislemeze ami Nathan Dawe-val áll partnerségben. A dal neve No Time For Tears. 2020. december 14-én Perrie, Jade és Leigh-Anne saját közleményben adták ki, hogy Jesy kilép a bandából saját egészségének érdekében. A lányok ennek ellenére trióként folytatják tovább a zenélést. Az év

### 2021-2022: Trióként ésBetween Us
A lányok megkezdték első olyan évüket amiben már trióként működnek. Az év elején nagy bejelentéseket adtak ki a lányok, ugyanis Perrie és Leigh-Anne bejelentették, hogy várandósak. Ennek ellenére az év első felét teljes mértékben kimaxolták forgatásokkal, feléneklésekkel. Az év első hónapjaiban az a pletyka járta, hogy az év első kislemeze David Guettával és Galantis-al fog eljönni, erről a lányok konkrét információt nem tettek közzé, viszont a social médiás platformokon pár részletet lehetett hallani a zenéből amit valaki kiszivárogtatott.
Az első hivatalos kislemez ebben az évben április 30-án jelent meg videóklippel együtt. A lányok elhozták a Confetti új verzióját amiben már csak hárman szerepelnek, viszont negyedik tagnak egy videó erejéig beugrott Saweetie ugyanis ez a zene vele volt kollaborációban. Maga a videóklip nagyon látványosra sikeredett, hiszen a lányok fiú verziójukat is láthatjuk benne. Pár héttel később a lányok bejelentették, hogy érkezik a év elején már levegőben lógó Heartbreak Anthem, ugyanis ez az a zene ami Guettával és Galantis-al készült Dátumilag május 20-án jelent meg a kislemez. Pontosan egy hónap kihagyás után július 23-án megjelent a Kiss My (Uh Oh) kislemez Anne Marie-től amiben a lányok társelőadóként szerepelnek. Ez a három kislemez jelent meg az év első felében. És ebben az időszakban is kapták meg a lányok az első viaszfiguráikat, amit a Bounce Back videóklipje inspirált. A lányok viaszénei megtalálhatók a Madame Tussauds-ban, Londonban.
Magának a bandának és az egész Little Mix-nek nebezhető dolognak ez év augusztusában volt a 10. évfordulója. Ennek megünneplésére a lányok, bejelentették augusztus 19-én, hogy novemberben érkezik legújabb albumuk a Between Us. Ebben az albumba pár darab eddig megjelent zene szerepel, de persze ezek mellett 5 új zene is hallható lesz majd az albumon. Ugyan ezeken a napokon megszületettek Perrie és Leigh gyermekei. A Little Mix új generációját megnyitotta a 3 új csöppség, ugyanis Leigh-nek két gyermeke is született.

## Művészet
Perrie Edwards azt állítja, hogy Christina Aguilera, Whitney Houston, Mariah Carey, Michael Jackson és Steve Perry az amerikai rockbandából, a Journey-ből van rá zeneileg hatással. Jesy Nelson azt mondta, hogy ő a Spice Girls-t, a TLC-t és Missy Elliott-ot tekinti inspirálóinak. Leigh Anne Pinnock Mariah Carey-t mondja legnagyobb befolyásolójának és Jade Thirlwall-nak pedig Diana Ross a kedvenc énekese. A Little Mix, mint zenekar pedig Beyoncé-t, Michael Jackson-t, a Destiny’s Child-ot, En Vogue-t és Rihanna-t tartják a legnagyobb muzikális inspirációjuknak.

## Tagok

### Perrie Edwards
Perrie Louise Edwards 1993. július 10-én született South Shields-ben. Szülei Alexander Edwards and Deborah Duffy, van egy bátyja, Jonnie és egy fiatalabb féltestvére Caitlin Edwards, apai ágról. Perrie a Radipole Primary School-ba járt kiskorában Weymouth-ban, mielőtt visszaköltözött volna South Shields-be. A St. Peter and Paul RC Primary School-ban érettségizett le, majd a Mortimer Community College-ban tanult 5 éven át, ahol kiválóan teljesített.Később egyetemet váltott, és így a Newcastle College-ban diplomázott le. Az énekléshez való tehetségét édesapjától örökölte, aki maga is ebben a szakmában dolgozott.

### Leigh-Anne Pinnock
Leigh-Anne Pinnock 1991. október 4-én született High Wycombe-ban, Deborah és John Pinnock gyermekeként. Van két lánytestvére, Sarah és Sian-Louise. Családja által barbadosi és jamaikai felmenői vannak. Miután leérettségizett, egy évet kihagyott az egyetem előtt, hogy elindítsa karrierjét. Ezalatt az egy év alatt a Pizza Hut-nál volt pincérnő.

### Jade Thirlwall
Jade Amelia Thirlwall 1992. december 26-án született South Shields-ban. Édesanyjának köszönhetően részben egyiptomi és jemeni származású. A Little Mix megalakulása előtt már kétszer is jelentkezett az X Factorba, 2008-ban, majd 2010-ben is, de a "Tábor" résznél kiesett. Jade hároméves korától szeret énekelni és táncolni, tizenöt éves koráig a Steps Dance & Fitness tagja volt. Az iskolában is sokszor adott elő különböző számokat. Tizenhat éves korától pedig már bárokban és klubokban is elkezdett énekelni. A Little Mix által kiadott könyvben mesélt arról, hogy volt idő, amikor anorexiás volt azok után, hogy zaklatták az iskolában és nagypapája is meghalt.

### Jesy Nelson
Jessica Louise Nelson 1991. június 14-én született Romford-ban. Szülei John Nelson és Janice White, van egy nővére Jade és két fiútestvére, Joseph és Jonathan. Jesy a Jo Richardson Community School-ban tanult kezdetben, de végül a Sylvia Young and Yvonne Rhodes Theatre Schools színészi iskolában érettségizett le. Egyetemül az Abbs Cross Academy and Arts College-t választotta. A tanárai úgy nyilatkoztak róla, hogy nagyon elszánt dráma és zenei tanuló volt. Az X Factor előtt csaposként dolgozott. Kezdetben, amikor a Little Mix tagjává vált, sok internetes zaklatás érte, ami számára elég nehéz időszak volt. Erről készült dokumentumfilmje, az Odd One Out 2019-ben jelent meg.
2020 őszén egészségügyi okok miatt kihagyta tehetségkutatójuk utolsó részét, majd az MTV EMA-t. Pár nappal később hivatalos közleményben kiadta a banda menedzsere, hogy egy időre szünetelteti a Little Mix-es karrierjét. 2020. december 14-én került bejelentésre általa, hogy végleg elhagyja a csapatot.

## Egyéb projektek
2012 májusában a Little Mix kiadott egy UK zászlós témájú M&M's csomagot és fel is léptek az M&M's áruházban Londonban. Szintén ebben az évben megjelent legelső könyvük, a Ready To Fly. A címet első kislemezük, a Wings miatt választották. A könyv a csapat utazását meséli el az X Factor óta. A zenekar ezután szerződést kötött a Vivid játékcéggel és a Bravado zenekereskedővel, hogy megjelenthessenek különféle termékeket, beleértve babákat, kirakókat és játékokat. Még szintén 2012-ben a lányok bemutatták legújabb gyerek ruházati márkájukat a Primark ruházati boltban. A márka 7-13 évesek számára készült, és tartalmaz kiegészítőket, pólókat, nadrágokat, és pizsamákat.
2013-ban a csapat kiadta az első köröm termékeit az Elegant Touch és a New Look közreműködésével. 2014 elején újabb köröm termékeket adtak ki az előzőek sikerének eredményeként. 2013 szeptemberében a Little Mix bemutatta sminkkollekciójukat a Collection márkánál.
2014 májusában a csapat a Vibe Audio céggel működött közre, hogy kiadják a Little Mix-es zipzáros füllhallgatókat.
2015 júniusában a lánybanda kiadta legelső parfümüket, a "Gold Magic"-et. Decemberben bejelentették, hogy a Little Mix lesz az új globális "nagykövete" az amerikai női fitness márkának, az USA Pro-nak. A kollekciót még nem tudni, mikor jelenik meg, de a lányok azóta dolgoznak rajta.
2016-ban megjelent a második parfümük, a "Wishmaker".
2018-ban már megjelent az első saját smink kollekciójuk, LMX Beauty néven.
2019-ben Leigh Anne létrehozta saját bikinivonalát, az In A Seashell-t, amelyben megmutatja, hogy bármilyen alakod, bármilyen hegek vannak a testeden, akkor is viselhetsz bikinit magabiztosan. Leigh Anne próbálkozik a színésznői úttal is, 2021 decemberében megjelenik a "Boxing Day", mely Leigh Anne első filmje.
2019-ben Jade nyitott egy bárt South Shields-ben, ami elsőnek Red Room, majd Arbeia névre hallgat. Jade ide többször jár énekelni, szórakozni.
2020-ban megjelent első saját TV Show-juk, a Little Mix The Search, ahol nyitóelőadót kerestek a Confetti turnéjukra.
2021-ben Perrie saját márkát alapít, méghozzá a Disora-t!
2021-ben, Jesy belevág a solo karrierjébe, méghozzá nyáron érkezik első solo dala.
2024-ben Jade szólókarrierbe kezdett és kiadta az Angel Of My Dreams című dalát. Felkért néhány előadót, hogy remixelje a dalt, köztük volt pl.: Jax Jones és a Scooter együttes. Ezt a dalt követte a Midnight Cowboy és a Fantasy.

## Diszkográfia

### Albumok
- DNA (2012)
- Salute (2013)
- Get Weird (2015)
- Glory Days (2016)
- LM5 (2018)
- Confetti (2020)

### Egyéb számok
- Cannonball (2011)
- Word Up! (2014)

## Turnék

### Saját
- DNA Tour (2013)
- The Salute Tour (2014)
- The Get Weird Tour (2016)
- The Glory Days Tour (2017)
- Summer Hits Tour (2018)
- The LM5 Tour (2019)
- The Confetti Tour (2022)

### Nyitóelőadóként
- The X Factor Live Tour (2012)
- Demi Lovato: Neon Lights Tour (2014)
- Ariana Grande: Dangerous Woman Tour (2017)

## Fordítás
- Ez a szócikk részben vagy egészben  a   Little Mix című angol Wikipédia-szócikk fordításán alapul.  Az eredeti cikk szerkesztőit annak laptörténete sorolja fel. Ez a jelzés csupán a megfogalmazás eredetét és a szerzői jogokat jelzi, nem szolgál a cikkben szereplő információk forrásmegjelöléseként.